# Estudio trascendental n.º 2

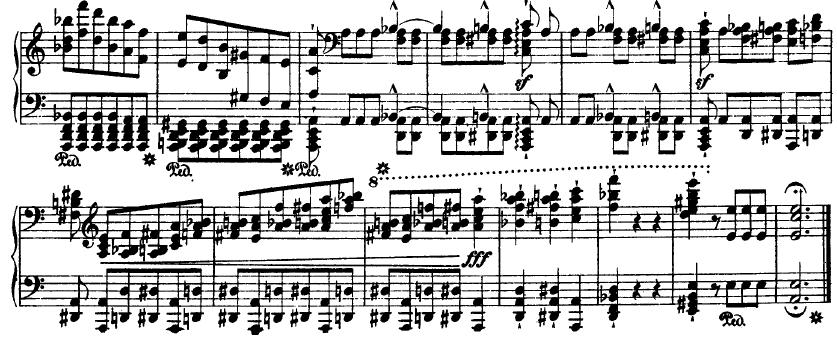
Fragmento final del Étude d'exécution transcendante n.º 2, "Molto vivace" o "Fusées".

El Estudio trascendental n.º 2, "Molto vivace" o "Fusées" (del francés: "Cohetes"), en La menor, es un estudio para piano escrito por el compositor romántico Franz Liszt. Forma parte de los Douze études d'exécution transcendante, de los que es la segunda pieza. El título de "Molto vivace" sí le fue dado por el propio Liszt, pero no sucede lo mismo con el de "Fusées", que fue añadido posteriormente por Ferruccio Busoni en su edición de los Estudios trascendentales. Con él pretendía hacer referencia a las notas de la mano derecha que saltan sobre el teclado y dan la sensación de ser cohetes despegando. 
Es un estudio en el que se práctica la alternancia de las manos, su solapamiento, que ambas toquen la misma notan alternativamente y bruscos y amplios saltos en la mano derecha. Todas estas características, así como otras más, lo convierten en uno de los estudios de Liszt más difíciles de interpretar, algo que puede verse al analizar la partitura. 

## Forma
Esta pieza es de una extrema volatilidad y fuerza con sus notas alternadas. Enseguida las notas se alternan cada vez más fuertemente y son seguidas por amplios arpegios en la mano derecha que son acompañados por extensos acordes arpegiados. 
Entonces se presentan más dificultades, al llegar la mano derecha muy agudo en el teclado antes de volver con firmeza, compensando otro conjunto de alternancias en la misma nota entre las dos manos. mientras se va aproximando el clímax de la pieza se indica un crescendo y encontramos de nuevo notas muy graves que se siguen tocando con fuerza. A continuación, las notas de la mano derecha explotan con acordes erráticos que van ascendiendo a lo largo del teclado y luego descienden de nuevo. 
Se llega al cenit del estudio cuando las dos manos van alternándose la misma nota y ascienden a lo largo de cinco octavas y después vuelven a bajar, así hasta en dos ocasiones. Se regresa a los arpegios de la mano derecha, que "vuela" de nuevo hacia lo más agudo del teclado. Tras unos pocos sonoros acordes más, la pieza se tranquiliza finalmente y termina. 

## Publicaciones y fuentes
- 12 Études op. 1 (primera versión), Editio Musica Budapest, 1952.
- Études d'exécution transcendante in Etüden I, Editio Musica Budapest, 1970.
- Études d'exécution transcendante, G. Henle Verlag, 2004.
- Études d'exécution transcendante, Wiener Urtext Edition, 2005.
- Prefacio a la edición de G. Henle Verlag de los Études d'exécution transcendante, 2004, por Mária Eckhardt.
- Guide de la musique de piano et de clavecin, bajo la dirección de François-René Tranchefort, Fayard, 1995.